# 四一式山砲
| 四一式山砲 靖国神社遊就館所蔵 |                                                                              |
| 四一式山砲 靖国神社遊就館所蔵 |                                                                              |
| 制式名称                      | 四一式山砲                                                                   |
| 重量                          | 539.5kg(歩兵用は535kg)                                                       |
| 砲身重量                      | 100.1㎏(閉鎖器除く)                                                          |
| 砲口径                        | 75mm                                                                         |
| 砲身長                        | 1379mm(18.4口径)                                                             |
| 初速                          | 352.4m/秒                                                                    |
| 最大射程                      | 7,100m (九四式榴弾)                                                          |
| 俯仰角                        | -8 - +25度                                                                   |
| 水平射角                      | 左3.5度、右2.5度                                                             |
| 発射速度                      | 約10発/分                                                                    |
| 使用弾種                      | 十年式榴弾 九〇式榴弾 九四式榴弾 九五式破甲榴弾 徹甲弾 発煙弾 照明弾 タ弾 等 |
| 使用勢力                      | 大日本帝国陸軍 大日本帝国海軍 国民革命軍                                     |
| 総生産数                      | 3300～3800門以上                                                             |

四一式山砲（よんいちしきさんぽう）は、1910年（明治43年）前後に開発・採用された大日本帝国陸軍の山砲。
1930年代中期からは歩兵砲として、小改修を施した本砲が歩兵連隊に配備されたため、連隊砲（聯隊砲）とも称された。

## 概要

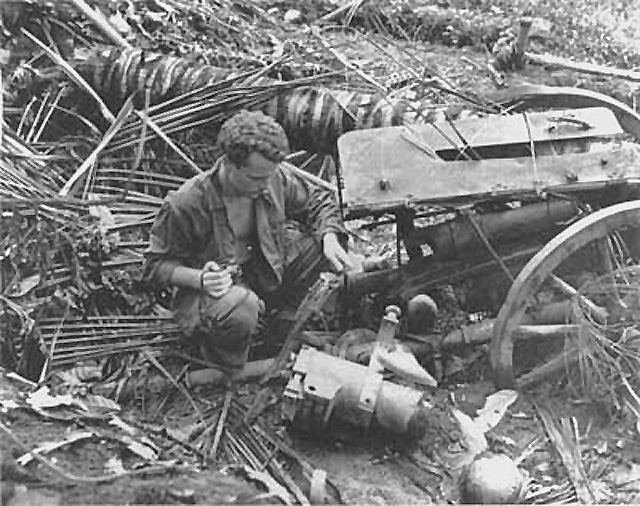
ニューブリテン島（ニューギニアの戦い）で破壊され、アメリカ海兵隊によって検分される四一式山砲（山砲兵用）

四一式山砲は日露戦争における主力山砲であった三十一年式速射山砲の射程不足、発射速度不足、方向射界皆無といった欠点の解消のために開発された。三十一年式速射山砲は本格的な駐退復座機を備えていなかったため、発射のたびに反動で射撃位置から後退した砲を元の位置に戻す必要があり、当然照準も1発撃つごとにやりなおすものであった。故に「速射砲」という名称を持ちながらも実際の射撃速度は2 - 3発/分程度であった。日露戦争後、陸軍技術審査部は同審査官・島川文八郎陸軍砲兵大佐に対し後続山砲の開発を命じ、1908年（明治41年）に大阪砲兵工廠で試製砲が完成、1911年（明治44年）に四一式山砲として制式制定された。四一式山砲は駐退復座機を備えていたため射撃速度は10発/分程度まで上げることに成功した。また、当初の分離薬筒方式を完全弾薬筒方式に改めてからは、最大20発/分が可能となった。
重量540kg、馬6頭で分解運搬（駄馬）ないし、馬2頭で牽引運搬（輓馬）可能。山砲として開発されたため人力による分解運搬も可能であり、山岳戦や森林・密林地帯で威力が発揮された。また、構造が比較的簡単であるため組み立てや操作が容易であった。-23℃でも使用可能。
採用・配備以降、帝国陸軍の主力山砲として主に師団砲兵たる山砲兵連隊で運用された。1920年（大正9年）には本砲の欠点であった威力と安定性を向上させた後続山砲の開発を研究開始、1930年代初中期には（四一式山砲と比べ）さらに組み立てや操作が容易かつ細かく分解でき、近代的な開脚式砲脚を備える高性能山砲である九四式山砲が開発・採用された。九四式山砲は旧式となった四一式山砲を順次更新していったが、戦前日本の国力の低さから完全に置き換えるまでには至らず、第二次世界大戦においては九四式山砲とともに主力山砲のひとつとして終戦まで運用が続けられ、また、太平洋戦争（大東亜戦争）では作戦地の地形や道路の状況から九四式山砲ともども野砲兵連隊などに配備される例も多く、各戦線に投入された。なお、本砲は海軍陸戦隊でも使用されている。
また、本砲をベースとする戦車砲・九九式七糎半戦車砲を搭載する砲戦車（自走砲）として、二式砲戦車 ホイが開発・生産されている。
靖国神社遊就館には、比較的保存状態の良好な四一式山砲が展示されている。

### 歩兵砲

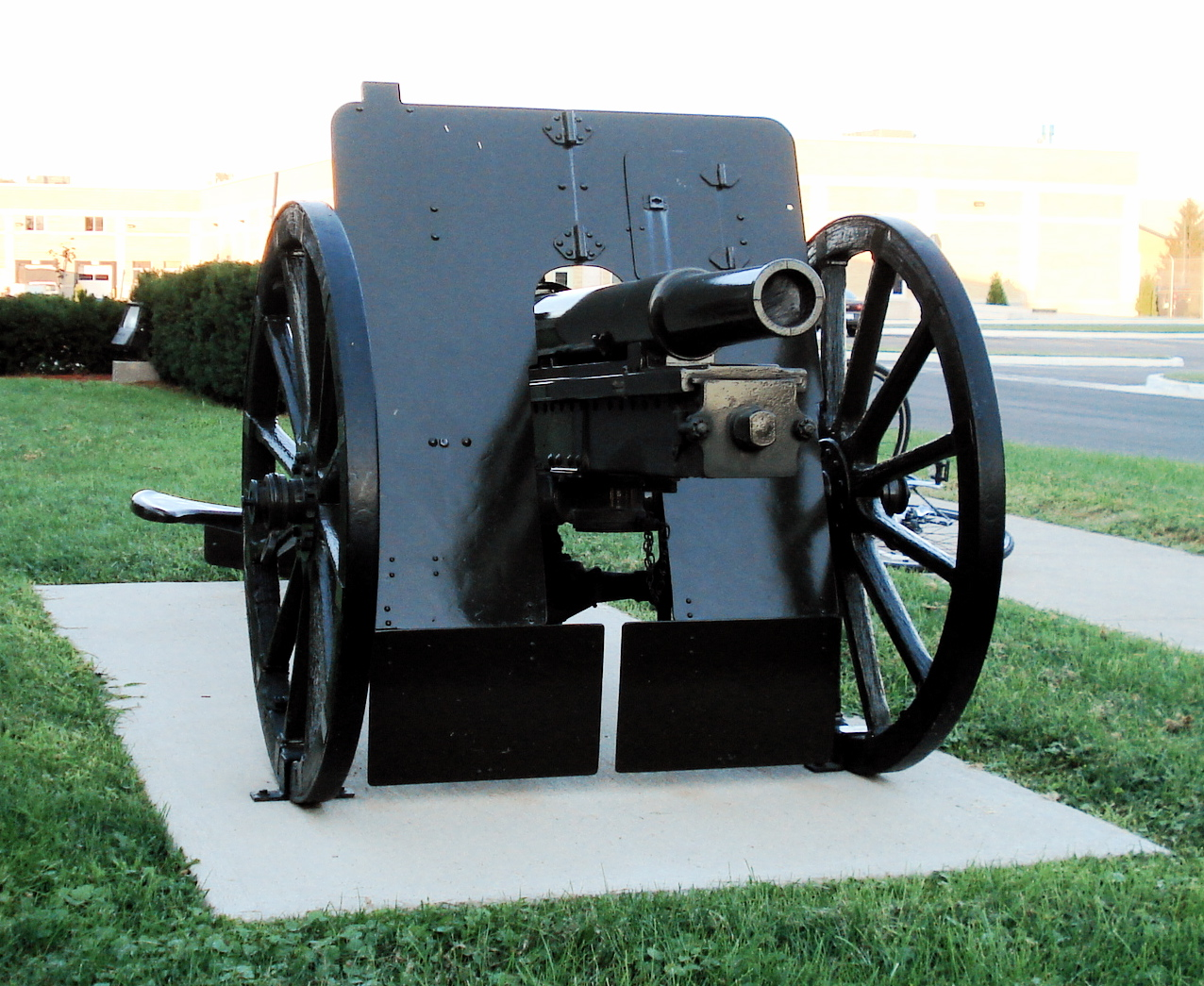
四一式山砲（歩兵用）

満州事変において歩兵連隊に配備し実戦投入された際の戦訓などから、歩兵（歩兵連隊）が運用する歩兵砲（連隊砲、歩兵連隊砲）として射撃効力に優れた本砲を四一式山砲（歩兵用）として転用することになり、1936年（昭和11年）にはほぼ全ての歩兵連隊に配備された（1個連隊にはほぼ4門ずつ）。この用途に使用するため1935年（昭和10年）から生産が再開され、日中戦争（支那事変）・ノモンハン事件・太平洋戦争を経て終戦に至るまで主力連隊砲として運用された。

転用に際して外観や属品に小改修が行われており、大きな点として歩兵用では砲手を防護する防盾（防楯）の横幅が車輪内へと狭くなり（山砲兵用は車輪外へ伸びる幅広）、下部に延伸されている。

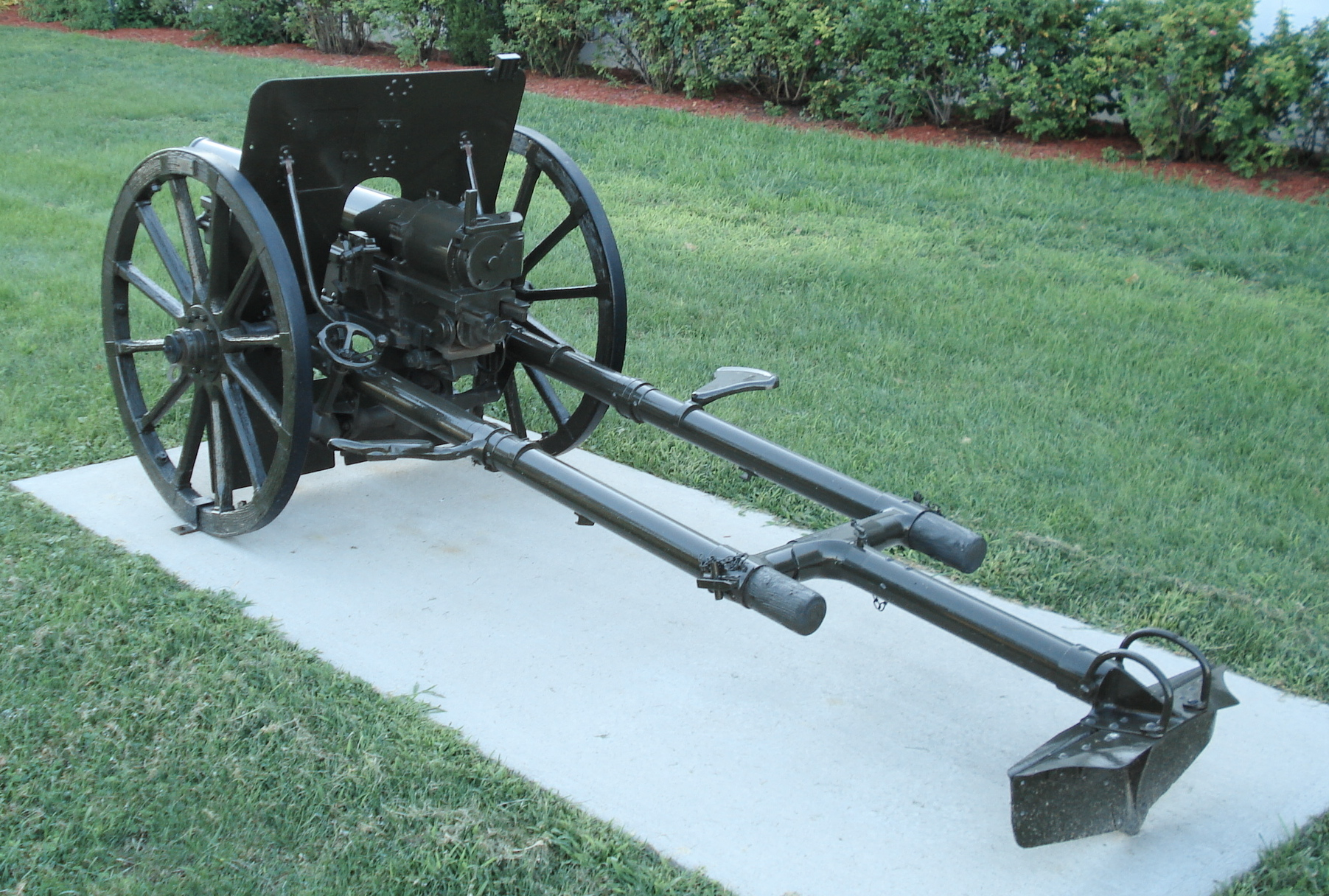
四一式山砲（歩兵用）
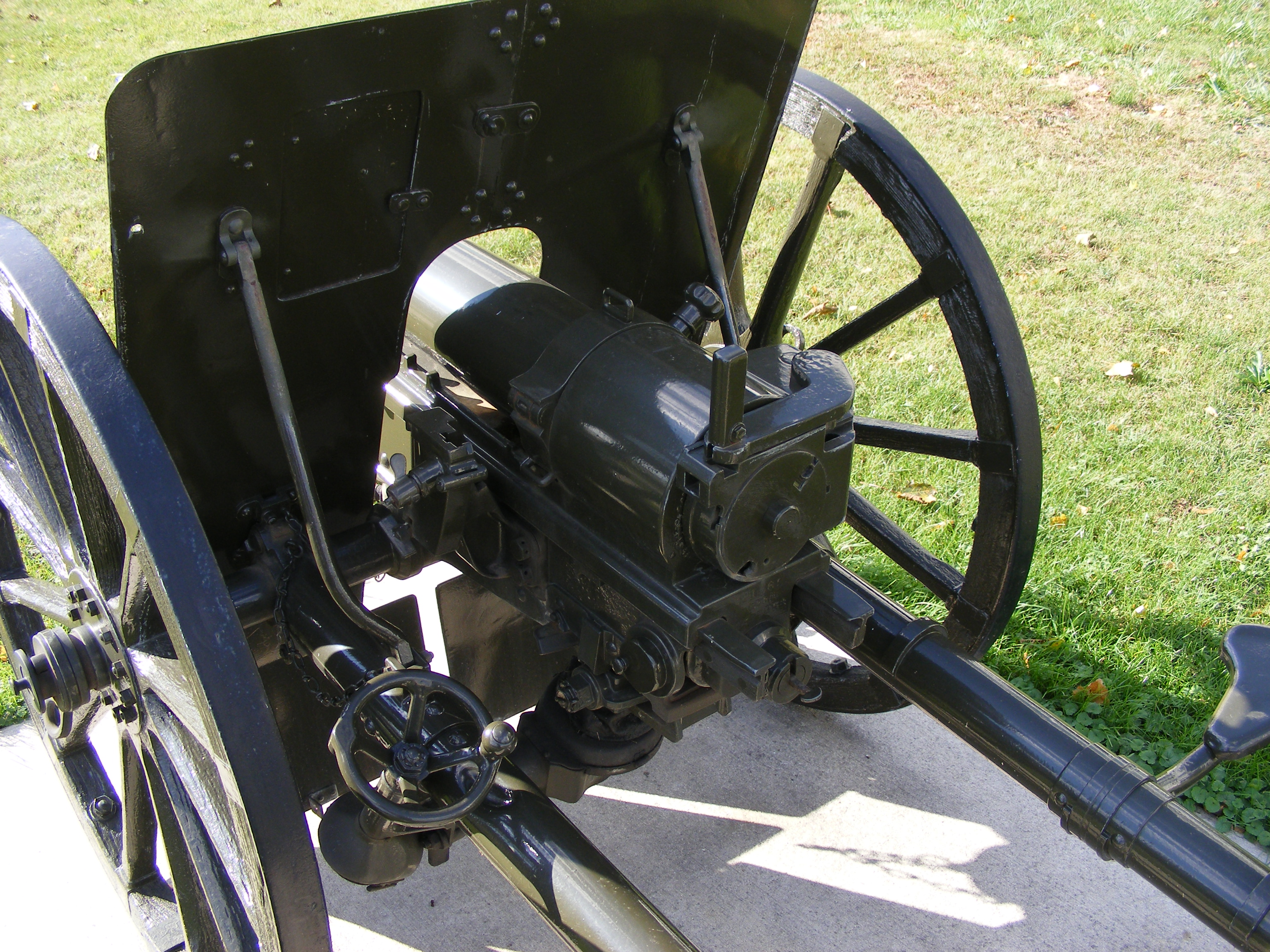
四一式山砲（歩兵用）
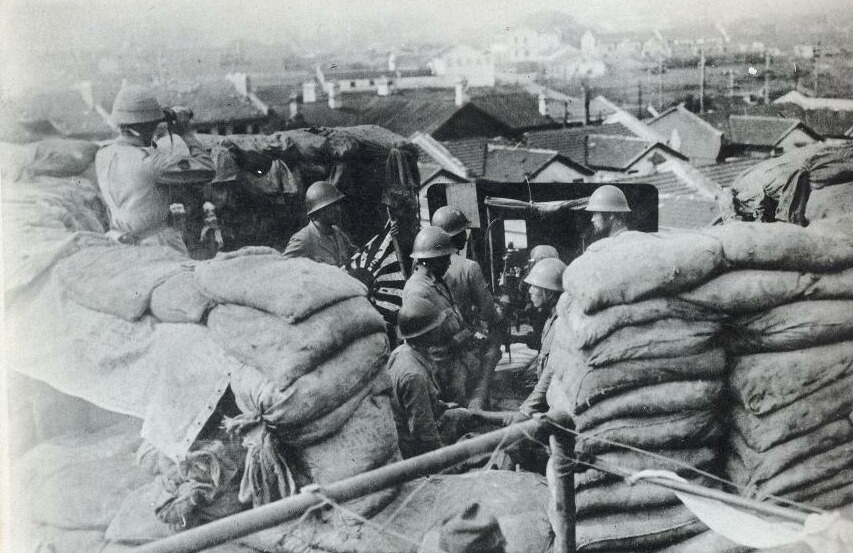
上海海軍特別陸戦隊によって運用される四一式山砲（山砲兵用）
九九式七糎半戦車砲を搭載した二式砲戦車 ホイ
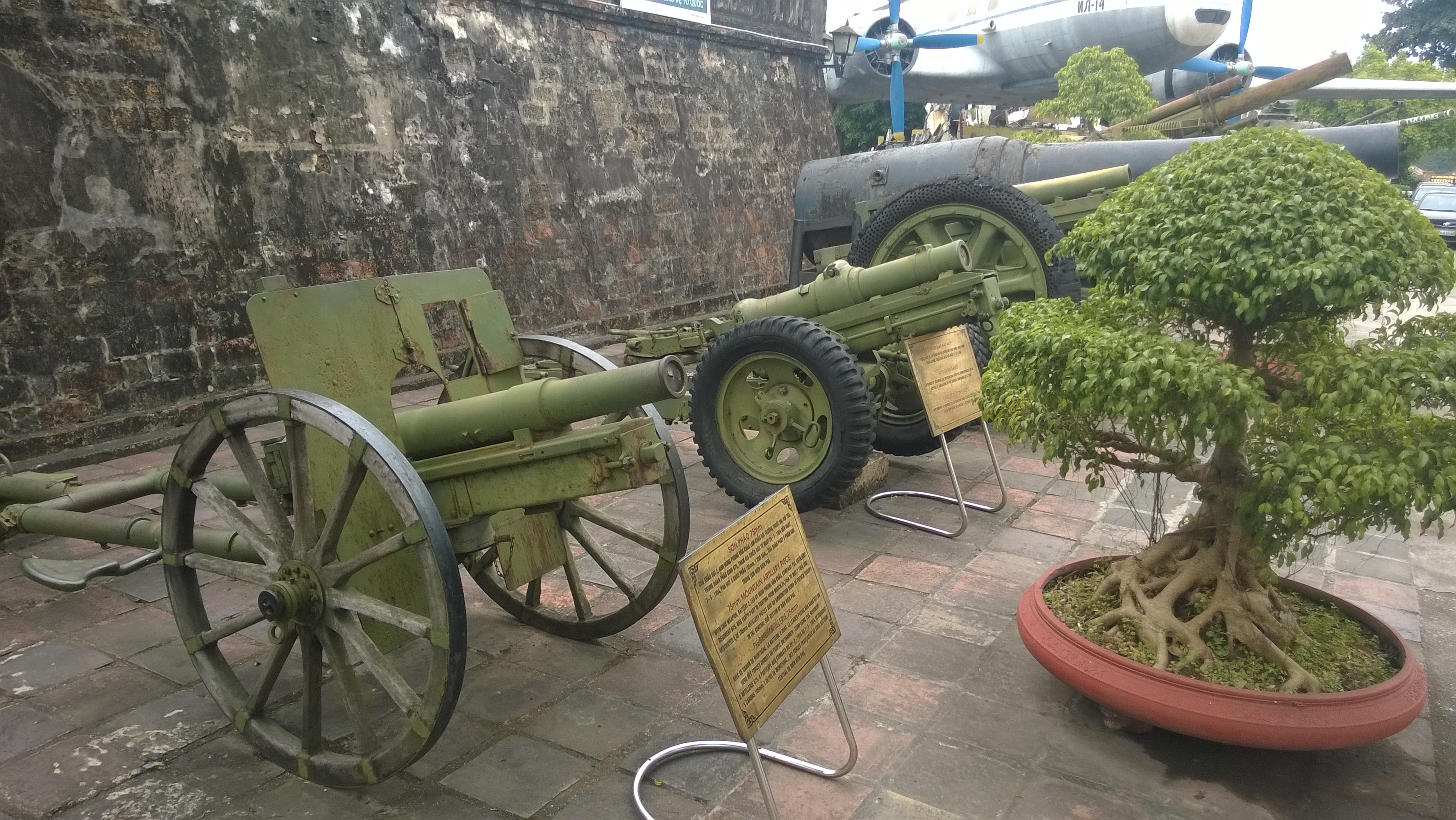
ディエンビエンフーの戦いでベトナム人民軍が使用した四一式山砲

## 貫徹力
歩兵連隊では本砲の75mmの大口径と短砲身18.4口径（口径長）ながら低伸性に優れた弾道を生かし、対戦車砲として使用されることもあり、徹甲弾（鋼板貫通限界厚は射距離100mで50mm、射距離500mで46mm、射距離1000mで43mm）も配備されていた。大戦後期にはタ弾（対戦車用成型炸薬弾）である二式穿甲榴弾も配備された。タ弾は射程に関わらず75～100mmの装甲を貫徹することができた。
（本土決戦に向けて近衛第三師団が作成した『現有対戦車兵器資材効力槪見表』では山砲用タ弾は100㎜の装甲厚を貫通し、M4中戦車に対しては至近距離にていかなる部位も貫通できるとしている。）
1944年4月、ニューギニアにて豪州陸軍による鹵獲された四一式山砲の射撃試験が行われており、射距離150ヤード(137.16m)から廃車となったマチルダII歩兵戦車の車体正面（装甲厚75mm）を射撃している。四一式山砲の徹甲弾ではマチルダII戦車の車体正面を貫通できなかったが、二式穿甲榴弾（タ弾）と思われる成形炸薬弾では車内まで貫通した貫通孔写真が確認できる。
四一式山砲用の二式穿甲榴弾（タ弾）は、終戦時に完成品及び半途品を含めて合計55000発以上存在していた。終戦時には外装式のタ弾も試作されていた。試製外装式タ弾は弾頭直径が大きい分、貫徹能力も向上し、最大で300mmの装甲を貫徹可能であったという。

## 弾種
| 使用弾薬一覧（四一式山砲） |                  |                                                     |                        |                                         |           |          |
| 種類                       | 型番             | 信管                                                | 完備弾量/ 完備弾薬筒量 | 炸薬                                    | 初速      | 最大射程 |
| 榴弾                       | 九四式榴弾       | 八八式短延期信管「野山加」 八八式瞬発信管「野山加」 | 6.02kg/7.11kg          | 茶褐薬 (直填溶融) 810g                  | 352.4m/秒 | 7,100m   |
| 榴弾                       | 十一年式榴弾     | 同上                                                | 5.60kg/6.69kg          | 茶褐薬 (直填溶融) 930g                  | 364.9m/秒 | 6,100m   |
| 榴弾                       | 榴弾 甲          | 三年式複動信管「修」                                | 6.47kg/7.56kg          | 黄色薬 (成形溶融) 635g                  | 343.4m/秒 | 6,500m   |
| 榴弾                       | 榴弾 乙          | 八八式短延期信管「野山加」 八八式瞬発信管「野山加」 | 6.61kg/7.70kg          | 黄那薬 (成形溶融) 625g                  | 340.0m/秒 | 6,400m   |
| 榴霰弾                     | 九〇式榴散弾     | 五年式複動信管「修」「加」                          | 7.00kg/8.09kg          | 小粒薬 200g/弾子 250個                  | 328.5m/秒 | 6,500m   |
| 代用弾                     | 九〇式代用弾甲   | 三年式複動信管「修」                                | 6.25kg/7.34kg          | 小粒薬 113g                             | 347.1m/秒 | 7,000m   |
| 瓦斯弾                     | 九二式あか弾     | 八八式瞬発信管「野山加」                            | 6.28kg/7.37kg          | あか1号 180g 茶褐80%,ナフタリン20% 450g | 347.2m/秒 | 6,400m   |
| 瓦斯弾                     | 九二式きい弾     | 同上                                                | 5.59kg/6.68kg          | きい1号50%,きい2号50% 820g              | 363.3m/秒 | 同上     |
| 瓦斯弾                     | 九二式あをしろ弾 | 同上                                                | 5.50kg/6.59kg          | あを1号90%,しろ1号10% 726g              | 365.5m/秒 | 同上     |

## 編制（歩兵連隊）
歩兵連隊には四一式山砲4門の連隊砲中隊と対戦車砲（速射砲）4門の速射砲中隊が存在し、本部隷下に置かれるか、ないしはこの2個中隊で連隊砲大隊を編成していた。1個分隊に1門、分隊長以下11名、馬6頭。砲操作3名、弾薬係3名、弾運び4名（12発）。
弾薬は専用の3発入り弾薬箱と6発入り弾薬箱に収められて運ばれていた、3発入り弾薬箱でも31Kgもあり、6発入り弾薬箱は背負うことが困難なので馬に駄載するか、木のソリが付いていたので引きずりながら運んだ。このため4門分の弾薬を運搬するために砲術要員とは別に馬10頭、馬車5台、弾薬小隊77人を必要とした。

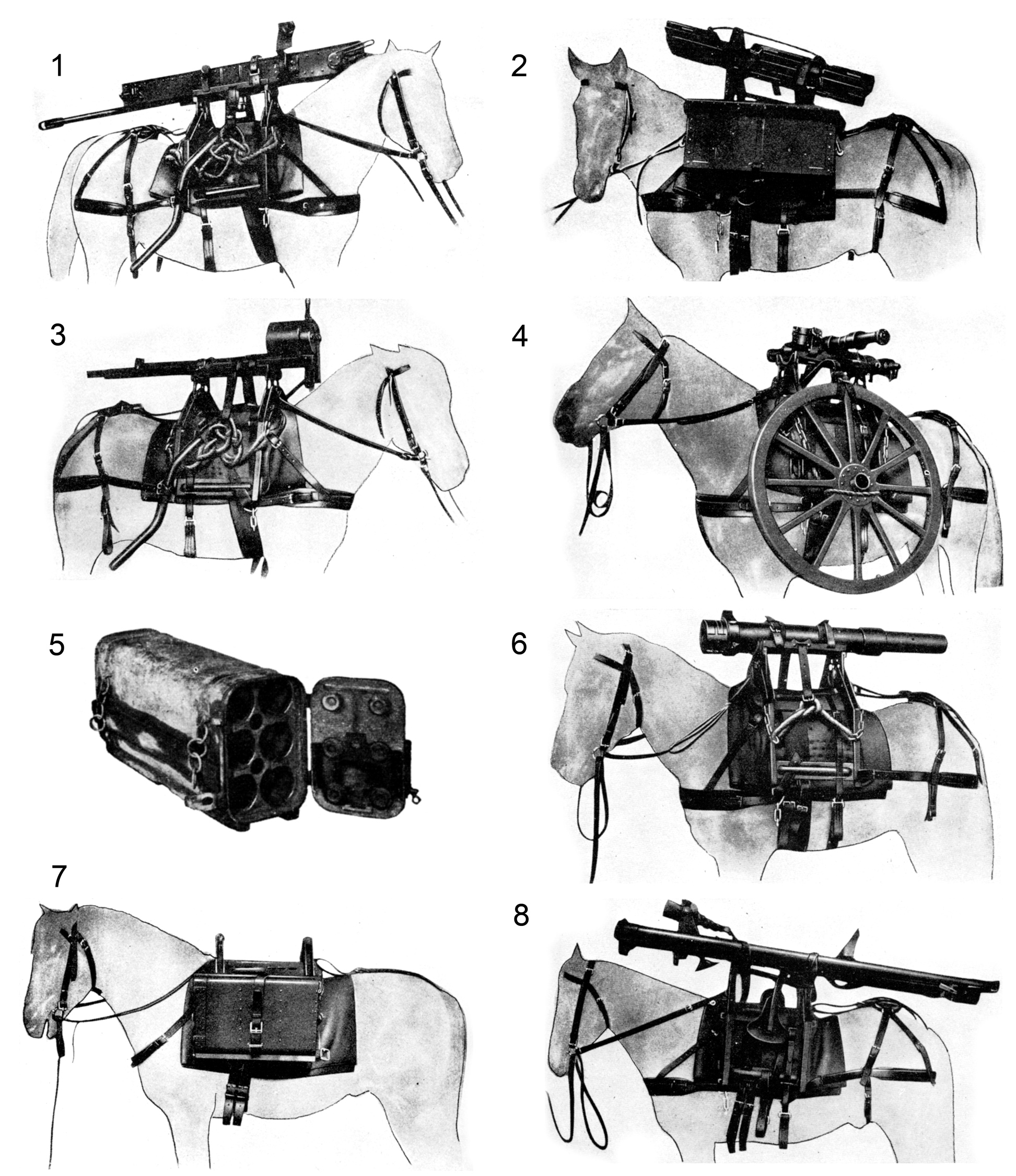
四一式山砲の駄載法

| 連隊砲大隊 | 連隊砲大隊 | 連隊砲大隊 | 連隊砲大隊 | 連隊砲大隊 | 連隊砲大隊 |  |  | 連隊砲中隊 将校1人 兵63人 馬2頭 | 連隊砲中隊 将校1人 兵63人 馬2頭 | 連隊砲中隊 将校1人 兵63人 馬2頭 | 連隊砲中隊 将校1人 兵63人 馬2頭 | 連隊砲中隊 将校1人 兵63人 馬2頭 | 連隊砲中隊 将校1人 兵63人 馬2頭 |  |  |  |  |  |  | 第1小隊 将校1人 兵4人 馬1頭 | 第1小隊 将校1人 兵4人 馬1頭 | 第1小隊 将校1人 兵4人 馬1頭 | 第1小隊 将校1人 兵4人 馬1頭 | 第1小隊 将校1人 兵4人 馬1頭 | 第1小隊 将校1人 兵4人 馬1頭 |  |  |  |  |  |  | 第1分隊 砲1門 分隊長1人 兵9人 馬6頭  | 第1分隊 砲1門 分隊長1人 兵9人 馬6頭  | 第1分隊 砲1門 分隊長1人 兵9人 馬6頭  | 第1分隊 砲1門 分隊長1人 兵9人 馬6頭  | 第1分隊 砲1門 分隊長1人 兵9人 馬6頭  | 第1分隊 砲1門 分隊長1人 兵9人 馬6頭  |  |  |
| 連隊砲大隊 | 連隊砲大隊 | 連隊砲大隊 | 連隊砲大隊 | 連隊砲大隊 | 連隊砲大隊 |  |  | 連隊砲中隊 将校1人 兵63人 馬2頭 | 連隊砲中隊 将校1人 兵63人 馬2頭 | 連隊砲中隊 将校1人 兵63人 馬2頭 | 連隊砲中隊 将校1人 兵63人 馬2頭 | 連隊砲中隊 将校1人 兵63人 馬2頭 | 連隊砲中隊 将校1人 兵63人 馬2頭 |  |  |  |  |  |  | 第1小隊 将校1人 兵4人 馬1頭 | 第1小隊 将校1人 兵4人 馬1頭 | 第1小隊 将校1人 兵4人 馬1頭 | 第1小隊 将校1人 兵4人 馬1頭 | 第1小隊 将校1人 兵4人 馬1頭 | 第1小隊 将校1人 兵4人 馬1頭 |  |  |  |  |  |  | 第1分隊 砲1門 分隊長1人 兵9人 馬6頭  | 第1分隊 砲1門 分隊長1人 兵9人 馬6頭  | 第1分隊 砲1門 分隊長1人 兵9人 馬6頭  | 第1分隊 砲1門 分隊長1人 兵9人 馬6頭  | 第1分隊 砲1門 分隊長1人 兵9人 馬6頭  | 第1分隊 砲1門 分隊長1人 兵9人 馬6頭  |  |  |
|            |            |            |            |            |            |  |  |                                 |                                 |                                 |                                 |                                 |                                 |  |  |  |  |  |  |                             |                             |                             |                             |                             |                             |  |  |  |  |  |  | 第2分隊                              |                                      |                                      |                                      |                                      |                                      |  |  |
|            |            |            |            |            |            |  |  |                                 |                                 |                                 |                                 |                                 |                                 |  |  |  |  |  |  |                             |                             |                             |                             |                             |                             |  |  |  |  |  |  |                                      |                                      |                                      |                                      |                                      |                                      |  |  |
|            |            |            |            |            |            |  |  |                                 |                                 |                                 |                                 |                                 |                                 |  |  |  |  |  |  | 第2小隊                     | 第2小隊                     | 第2小隊                     | 第2小隊                     | 第2小隊                     | 第2小隊                     |  |  |  |  |  |  | 第1分隊                              | 第1分隊                              | 第1分隊                              | 第1分隊                              | 第1分隊                              | 第1分隊                              |  |  |
|            |            |            |            |            |            |  |  |                                 |                                 |                                 |                                 |                                 |                                 |  |  |  |  |  |  | 第2小隊                     | 第2小隊                     | 第2小隊                     | 第2小隊                     | 第2小隊                     | 第2小隊                     |  |  |  |  |  |  | 第1分隊                              | 第1分隊                              | 第1分隊                              | 第1分隊                              | 第1分隊                              | 第1分隊                              |  |  |
|            |            |            |            |            |            |  |  |                                 |                                 |                                 |                                 |                                 |                                 |  |  |  |  |  |  |                             |                             |                             |                             |                             |                             |  |  |  |  |  |  | 第2分隊                              |                                      |                                      |                                      |                                      |                                      |  |  |
|            |            |            |            |            |            |  |  |                                 |                                 |                                 |                                 |                                 |                                 |  |  |  |  |  |  |                             |                             |                             |                             |                             |                             |  |  |  |  |  |  |                                      |                                      |                                      |                                      |                                      |                                      |  |  |
|            |            |            |            |            |            |  |  |                                 |                                 |                                 |                                 |                                 |                                 |  |  |  |  |  |  | 弾薬小隊 将校1人 兵3人      | 弾薬小隊 将校1人 兵3人      | 弾薬小隊 将校1人 兵3人      | 弾薬小隊 将校1人 兵3人      | 弾薬小隊 将校1人 兵3人      | 弾薬小隊 将校1人 兵3人      |  |  |  |  |  |  | 第1弾薬分隊 分隊長1人 兵隊12人 馬2頭 | 第1弾薬分隊 分隊長1人 兵隊12人 馬2頭 | 第1弾薬分隊 分隊長1人 兵隊12人 馬2頭 | 第1弾薬分隊 分隊長1人 兵隊12人 馬2頭 | 第1弾薬分隊 分隊長1人 兵隊12人 馬2頭 | 第1弾薬分隊 分隊長1人 兵隊12人 馬2頭 |  |  |
|            |            |            |            |            |            |  |  |                                 |                                 |                                 |                                 |                                 |                                 |  |  |  |  |  |  | 弾薬小隊 将校1人 兵3人      | 弾薬小隊 将校1人 兵3人      | 弾薬小隊 将校1人 兵3人      | 弾薬小隊 将校1人 兵3人      | 弾薬小隊 将校1人 兵3人      | 弾薬小隊 将校1人 兵3人      |  |  |  |  |  |  | 第1弾薬分隊 分隊長1人 兵隊12人 馬2頭 | 第1弾薬分隊 分隊長1人 兵隊12人 馬2頭 | 第1弾薬分隊 分隊長1人 兵隊12人 馬2頭 | 第1弾薬分隊 分隊長1人 兵隊12人 馬2頭 | 第1弾薬分隊 分隊長1人 兵隊12人 馬2頭 | 第1弾薬分隊 分隊長1人 兵隊12人 馬2頭 |  |  |
|            |            |            |            |            |            |  |  |                                 |                                 |                                 |                                 |                                 |                                 |  |  |  |  |  |  |                             |                             |                             |                             |                             |                             |  |  |  |  |  |  | 第2弾薬分隊                          |                                      |                                      |                                      |                                      |                                      |  |  |
|            |            |            |            |            |            |  |  |                                 |                                 |                                 |                                 |                                 |                                 |  |  |  |  |  |  |                             |                             |                             |                             |                             |                             |  |  |  |  |  |  |                                      |                                      |                                      |                                      |                                      |                                      |  |  |
|            |            |            |            |            |            |  |  |                                 |                                 |                                 |                                 |                                 |                                 |  |  |  |  |  |  |                             |                             |                             |                             |                             |                             |  |  |  |  |  |  | 第3弾薬分隊                          |                                      |                                      |                                      |                                      |                                      |  |  |
|            |            |            |            |            |            |  |  |                                 |                                 |                                 |                                 |                                 |                                 |  |  |  |  |  |  |                             |                             |                             |                             |                             |                             |  |  |  |  |  |  |                                      |                                      |                                      |                                      |                                      |                                      |  |  |
|            |            |            |            |            |            |  |  |                                 |                                 |                                 |                                 |                                 |                                 |  |  |  |  |  |  |                             |                             |                             |                             |                             |                             |  |  |  |  |  |  | 第4弾薬分隊                          |                                      |                                      |                                      |                                      |                                      |  |  |
|            |            |            |            |            |            |  |  |                                 |                                 |                                 |                                 |                                 |                                 |  |  |  |  |  |  |                             |                             |                             |                             |                             |                             |  |  |  |  |  |  |                                      |                                      |                                      |                                      |                                      |                                      |  |  |
|            |            |            |            |            |            |  |  |                                 |                                 |                                 |                                 |                                 |                                 |  |  |  |  |  |  |                             |                             |                             |                             |                             |                             |  |  |  |  |  |  | 第5弾薬分隊                          |                                      |                                      |                                      |                                      |                                      |  |  |
|            |            |            |            |            |            |  |  |                                 |                                 |                                 |                                 |                                 |                                 |  |  |  |  |  |  |                             |                             |                             |                             |                             |                             |  |  |  |  |  |  |                                      |                                      |                                      |                                      |                                      |                                      |  |  |
|            |            |            |            |            |            |  |  | 速射砲中隊                      |                                 |                                 |                                 |                                 |                                 |  |  |  |  |  |  |                             |                             |                             |                             |                             |                             |  |  |  |  |  |  |                                      |                                      |                                      |                                      |                                      |                                      |  |  |
|            |            |            |            |            |            |  |  |                                 |                                 |                                 |                                 |                                 |                                 |  |  |  |  |  |  |                             |                             |                             |                             |                             |                             |  |  |  |  |  |  |                                      |                                      |                                      |                                      |                                      |                                      |  |  |

## 中国での運用
中華民国の国民革命軍は自軍の重火器運搬能力が低かったため、本砲を大量に輸入した。さらに輸入に留まらず国内の漢陽兵工廠・太原兵工廠・瀋陽兵工廠が独自に模倣品を製作、各部隊に配備した。それぞれ漢十式七五山炮（漢陽製）・晋十三式山炮（太原製）・遼十四式山炮（瀋陽製）と称される。しかし中国国内における圧延鋼の製造技術不足のため、太平洋戦争終結以前に製造された砲は砲身を輸入して製造していた。日中戦争勃発により輸入が途絶え、生産継続が不可能となった後も多数製造された模倣品は日中戦争や国共内戦、朝鮮戦争まで使用されていた。